# Луканська ковбаса
Луканська ковбаса (лат. Lucanicae) — вид копченої  ковбаси в Давньому Римі.
За рецептом давньоримського гурмана Апіція Луканська ковбаса готувалася в такий спосіб: розтирали перець з сатуреей, рутою, селерою, лавровими ягодами, підливають гарум, а також дрібно нарубані м'ясо, перець у зернах, багато жиру. Цим фаршем начиняли кишки і підвішувалися коптиться.
Рецепт приготування цієї ковбаси, в якому змішувалися прянощі і різні продукти, є характерним для кухні часів початку імперії.
Цей сорт ковбаси відомий з часів античності, її, можливо, привезли легіонери з Південної Італії (ковбаса названа на честь регіону Луканія, сьогодні Базиліката) до Риму. У кухонної книги Апіція ця ковбаса згадується, наприклад, як гарнір до інших страв.